# Stockholm Open 1990
Lo Stockholm Open 1990 è stato un torneo di tennis giocato sul sintetico indoor. È stata la 22ª edizione dello Stockholm Open, che fa parte della categoria Super 9 nell'ambito dell'ATP Tour 1990. Il torneo si è giocato nella Stockholm Globe Arena di Stoccolma in Svezia, dal 22 al 28 ottobre 1990.

## Campioni

### Singolare
Boris Becker ha battuto in finale  Stefan Edberg con il punteggio di 6–4, 6–0, 6–3

### Doppio
Guy Forget /  Jakob Hlasek hanno battuto in finale  John Fitzgerald /  Anders Järryd con il punteggio di 6–2, 6–3